# Гувара, Леон
Леон Гувара (нем. Leon Guwara; 28 июня 1996, Кёльн, Германия) — немецкий футболист, защитник клуба «Ингольштадт 04». Выступал за сборную Гамбии.

## Клубная карьера
Уроженец Кёльна, Леон все юношеские годы провёл в городской команде, однако в 2014 году его переманил к себе «Вердер». Выступает преимущественно во второй команде.
5 февраля 2016 года дебютировал в Бундеслиге, в поединке «Вердера» против мёнхенгладбахской «Боруссии», выйдя в стартовом составе и проведя все 90 минут. Выступил неудачно, получив от немецкого ведущего спортивного издания оценку 5,0, что является низшей из имеющихся, и больше на поле в основной команде не появлялся. В апреле 2016 года продлил контракт с клубом до 30 июня 2019 года.
В мае 2018 года подписал трёхлетний контракт с нидерландским клубом «Утрехт».

## Международная карьера
С 2012 года привлекается в молодежные сборные Германии различных возрастов. В июне 2020 года был вызван на товарищеские матчи в сборную Гамбии.